# Абакумов, Артём Михайлович
Артём Михайлович Абакумов (род. 30 июня 1969 года, Тула) — российский химик, специалист в области кристаллохимии неорганических соединений и рентгеновского структурного анализа.

## Биография
Родился 30 июня 1969 года в Туле в семье инженеров. В школе интересовался химией, активно участвовал в Региональных и Всероссийских олимпиадах по химии, занимался спортом — плаванием.
В 1988—1993 годах учился на химическом факультете МГУ имени М. В. Ломоносова.
В 1993—1997 годах проходил обучение в аспирантуре химического факультета МГУ.
В 1997 году защитил кандидатскую диссертацию по теме «Гексагональные аналоги перовскита с анионными и катионными вакансиями».
После защиты диссертации работал на химическом факультете МГУ в лаборатории неорганической кристаллохимии младшим (с 1997 по 1999 год), затем старшим (с 1999 по 2006 год) научным сотрудником, заместителем заведующего лабораторией (с 2006 по 2008 год).
C 2008 года является ведущим научным сотрудником кафедры электрохимии.

## Научная деятельность
Развитие с 1988 года химии высокотемпературных сверхпроводников (ВТСП) определило направление научно-исследовательской деятельности Абакумова в лаборатории неорганической кристаллохимии МГУ. Под руководством заведующего лабораторией (до 1995 года) профессора МГУ д.х.н. Ковбы Л. М. и заведующего лабораторией (с 1996 года) профессора д.х.н. Антипова Е. В. он изучал основы общего научного подхода, неорганическую кристаллохимию, взаимосвязь между кристаллической структурой неорганического вещества, его составом и свойствами. Под руководством специалиста в области порошковых методов в рентгенографии к.х.н. Шпанченко Р. В. изучал рентгеновскую порошковую кристаллографию, под руководством заслуженного профессора лаборатории электронной микроскопии исследований материалов (EMAT) Университета Антверпена Гюстава Ван Тенделло — просвечивающую электронную микроскопию. Работа на кафедре электрохимии связана с металл-ионными аккумуляторами.
Область научных интересов: неорганическая химия твёрдого тела; сложные оксиды переходных металлов; апериодические структуры; традиционная и многомерная кристаллография неорганических соединений; направленный синтез новых неорганических соединений с перспективными функциональными свойствами для электрохимического хранения энергии ― катодные материалы для металл-ионных аккумуляторов; комплексное исследование их кристаллической структурой и дефектов с помощью комбинации методов усовершенствованной просвечивающей электронной микроскопии, дифракции синхротронного излучения и порошковой нейтронной дифракции.
Основные научные достижения: вклад в развитие кристаллохимии первоскитоподобных сложных оксидов; синтез новых первоскитоподобных соединений; развитие представлений об организации дефектов сложных оксидов, в том числе точечных планарных дефектов; развитие понимания эффекто-восстановительных процессов в катодных материалах для литий-ионных аккумуляторов. Патенты: способы нанесения смачиваемого покрытия подины алюминиевого электролизёра, оксидный материал для несгораемых анодов алюминиевых электролизёров, металлооксидный материал для разрывных электроконтактов.
В Университете Антверпена в Бельгии с 2013 по 2015 год для студентов физического отделения 1 курса читал курс лекций по теме «Microscopy and spectroscopy of nanosystems». В Сколковском институте науки и технологий в настоящее время для студентов-магистрантов и аспирантов Центра по электрохимическому хранению энергии читает курсы лекций по темам: «Методы исследования структуры материалов», «Химия материалов», «Обзор материалов». Под его руководством защищены 3 кандидатских диссертации.
Обзор работ Артема Абакумова на Гугл-Академии.

## Награды
Премия имени Ю. Т. Стручкова «За лучшее научное исследование в области кристаллохимии материаловедения с использованием рентгеновской дифракции» (1998).
Стипендия Учёного Совета МГУ для молодых талантливых учёных (2001—2002).